# Laguenne-sur-Avalouze
Laguenne-sur-Avalouze é uma comuna francesa na região administrativa da Nova Aquitânia, no departamento de Corrèze. Estende-se por uma área de 12.15 km². Em 2010 a comuna tinha 1 593 habitantes (densidade: 131,1 hab./km²).
Foi criada em 1 de janeiro de 2019, a partir da fusão das antigas comunas de Laguenne (sede da comuna) e Saint-Bonnet-Avalouze.